# Acanthophyllum stenostegium
Acanthophyllum stenostegium är en nejlikväxtart som beskrevs av Josef Franz Freyn. Acanthophyllum stenostegium ingår i släktet Acanthophyllum och familjen nejlikväxter. Inga underarter finns listade i Catalogue of Life.